# Гараж Госплана
Гара́ж Госпла́на — здание гаража на Авиамоторной улице в Москве, построенное в 1936 году. Выполнено по проекту архитектора Константина Мельникова в соавторстве с В. И. Курочкиным, предназначался для автомобилей сотрудников Госплана СССР. Является памятником архитектуры советского авангарда, круглое окно должно ассоциироваться с фарой.

## История

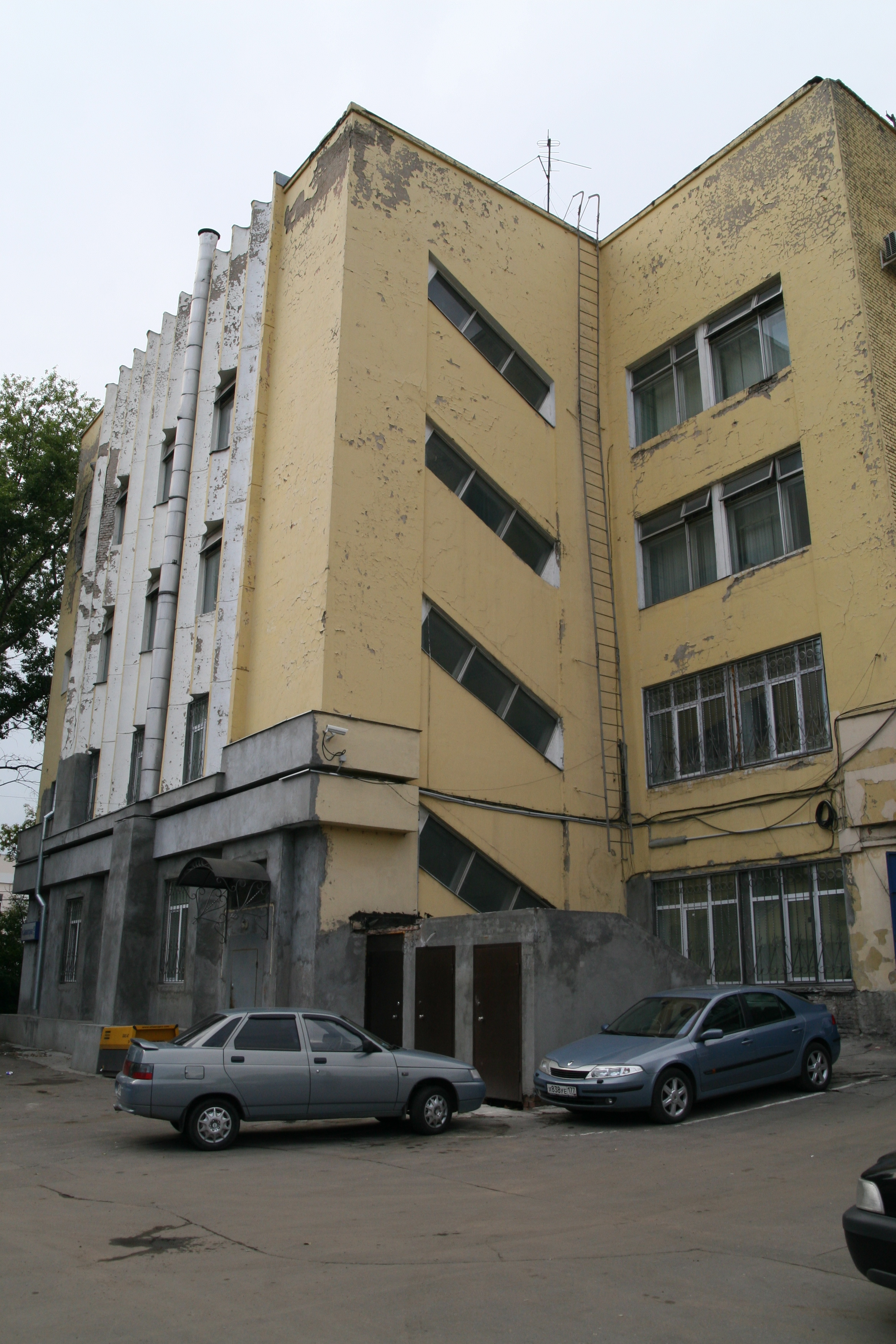
Корпус мастерских, вид со стороны двора, 2008 год

### Строительство
Гараж Госплана — последнее из реализованных зданий Константина Мельникова. Оно было построено в 1936 году для автомобилей Госплана СССР. Как и для гаража Интуриста, построенного на два года раньше, рабочие чертежи здания выполнила Архитектурно-проектная мастерская Моссовета № 7 во главе с архитектором В. И. Курочкиным. В отличие от гаража на Новорязанской улице и Бахметьевского гаража, полностью выполненных Константином Мельниковым, для гаража Госплана он спроектировал только архитектурное оформление фасадов.
Здание выполнено в стиле советского авангарда. Для архитектуры Мельникова 1930-х годов характерны крупные формы, объёмы, пластичность и прямые линии, что отражено во внешнем виде гаража Госплана. Он соединяет в себе три конструктивные формы: прямоугольник, треугольник и круг. Уличный фасад основного одноэтажного корпуса заполняет круглое окно с массивным обрамлением и вертикальными линиями. Справа от него была установлена (но не сохранилась) высокая фабричная труба, композиционно собирающая воедино все элементы здания. На четырёхэтажном корпусе, который занимали администрация и мастерские, вертикалью прорезаны объёмные каннелированные колонны. Окна на дворовом фасаде, выполненные в виде прямоугольников, наклонены, повторяя направление лестниц внутри постройки. Общий вид гаража напоминает автомобиль: круглое окно с низкой крышей образуют фару и вытянутое крыло, а вертикальные белые линии фасада — решётку радиатора.

 
Константин Мельников писал о гараже Госплана: 
Один «глаз», смещённый с центра к высокому объёму административного корпуса с узким прорезом трубы, - и я обрёл связь «формалистического» подхода с самой сущностью из мира прекрасного.

### Использование
С 1955 года и до конца 1990-х годов гараж занимал 8-й таксомоторный парк Москвы. Затем помещения сдавались в аренду.
В 1990 году, к 100-летию со дня рождения Константина Мельникова, гараж Госплана получил статус объекта культурного наследия Москвы регионального значения. В 1997-м постановлением Московской городской думы его внесли в перечень памятников истории и культуры, разрешённых к приватизации.
В 2013-м представители Российской академии художеств выступили с инициативой сделать гараж филиалом Музея архитектуры имени Щусева, но предложение не было принято. В январе 2014 года в здании произошёл пожар, в результате которого пострадали внутренние помещения, но внешний фасад остался цел.
В 2015 году в здании были незаконно установлены пластиковые окна и кирпичная надстройка. Строительство приостановили и возбудили административное дело в отношении пользователя здания. На 2018 год гараж Госплана занимают инженерная компания «Энергос» и ряд других арендаторов.

### Реставрация
В октябре 2018 года специалисты приступили к реставрации гаража. Им предстоит отреставрировать фасады здания — избавиться от трещин, привести в порядок цементную штукатурку и покрыть стены защитными растворами. Гараж Госплана покрасят в белый и жёлтый цвет в соответствии с колористическим паспортом здания.

## Галерея

Гараж Госплана
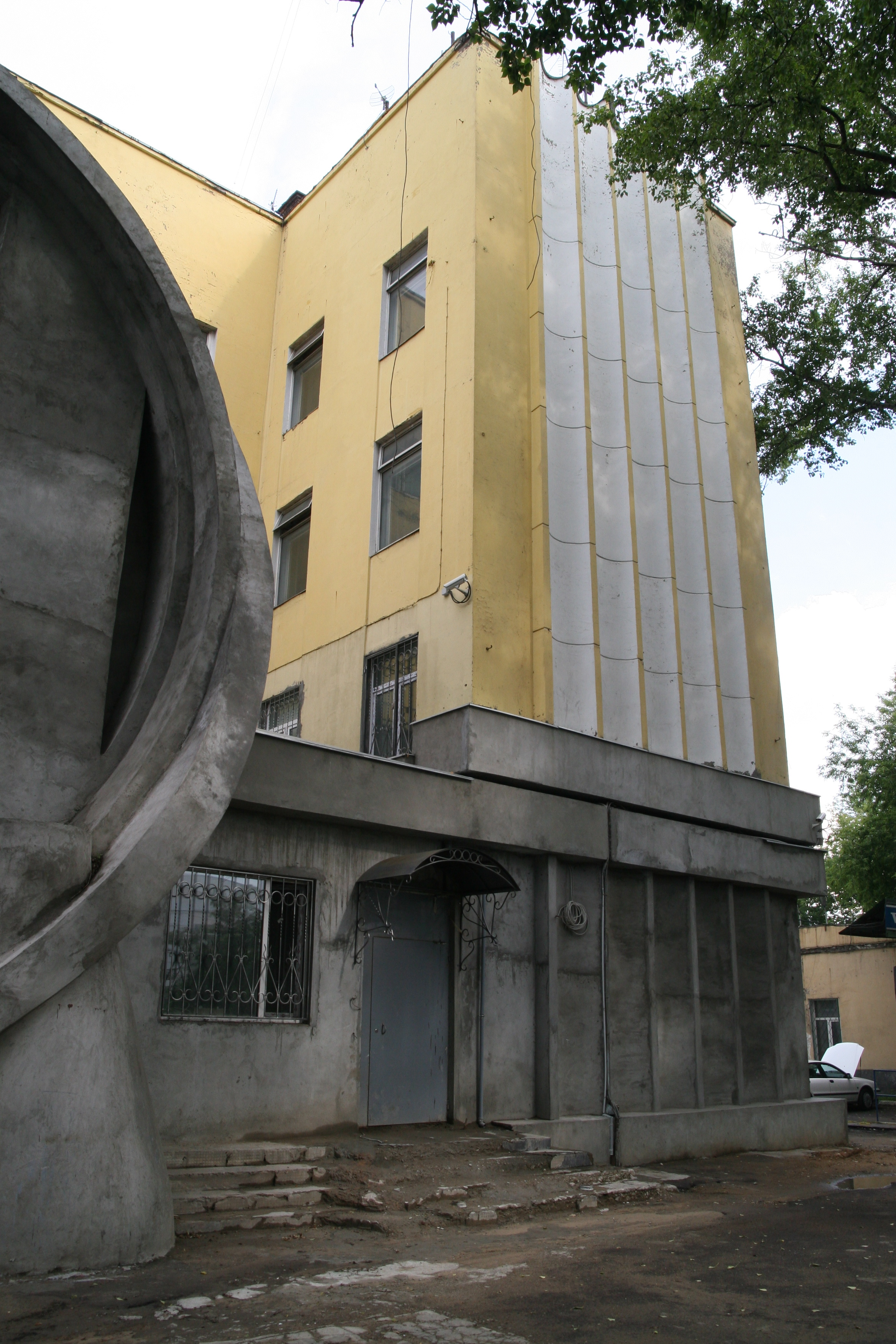
Корпус мастерских, вид с улицы, 2008 год
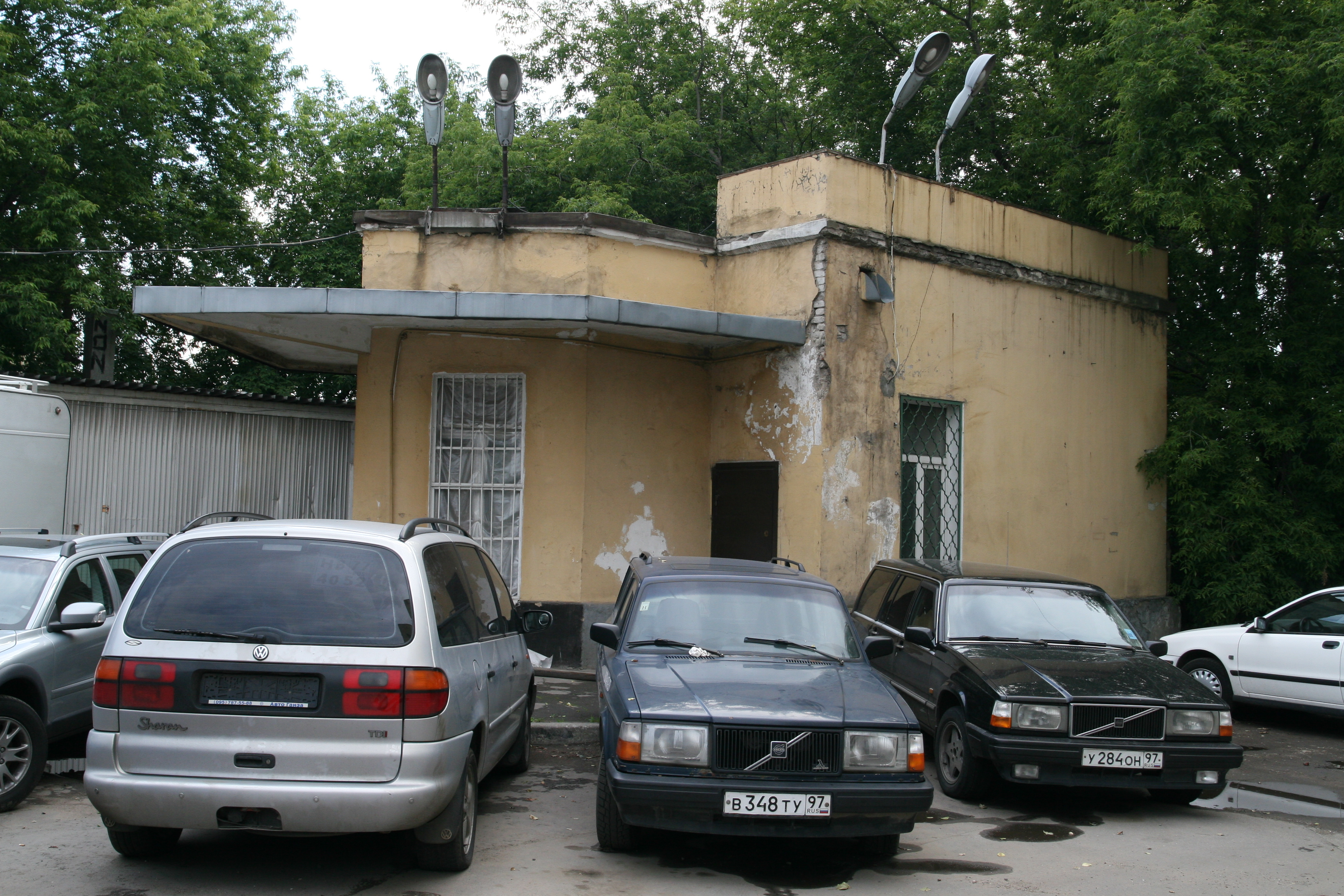
Проходная, 2008 год
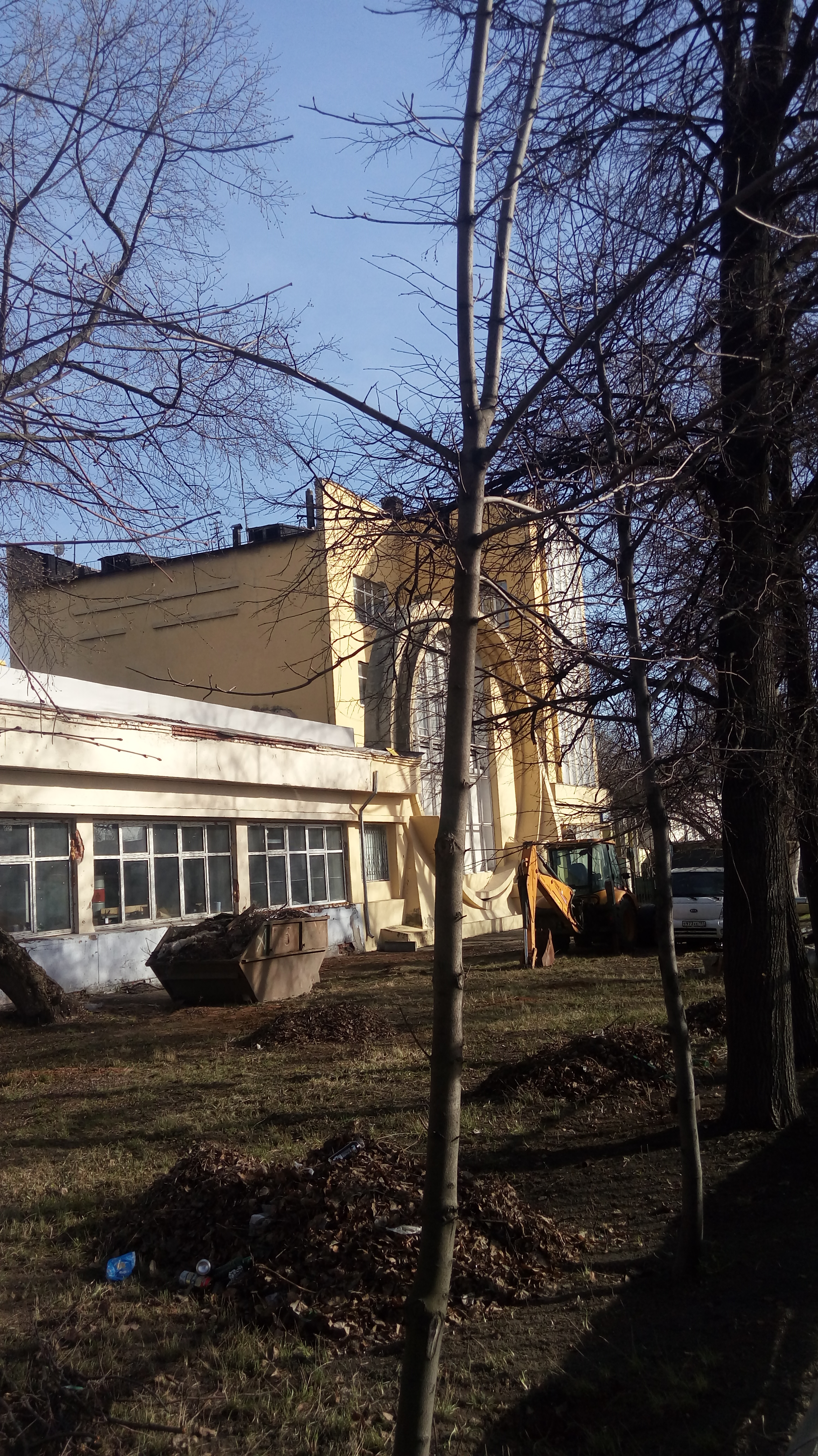
Гараж Госплана с левой стороны, 2017 год
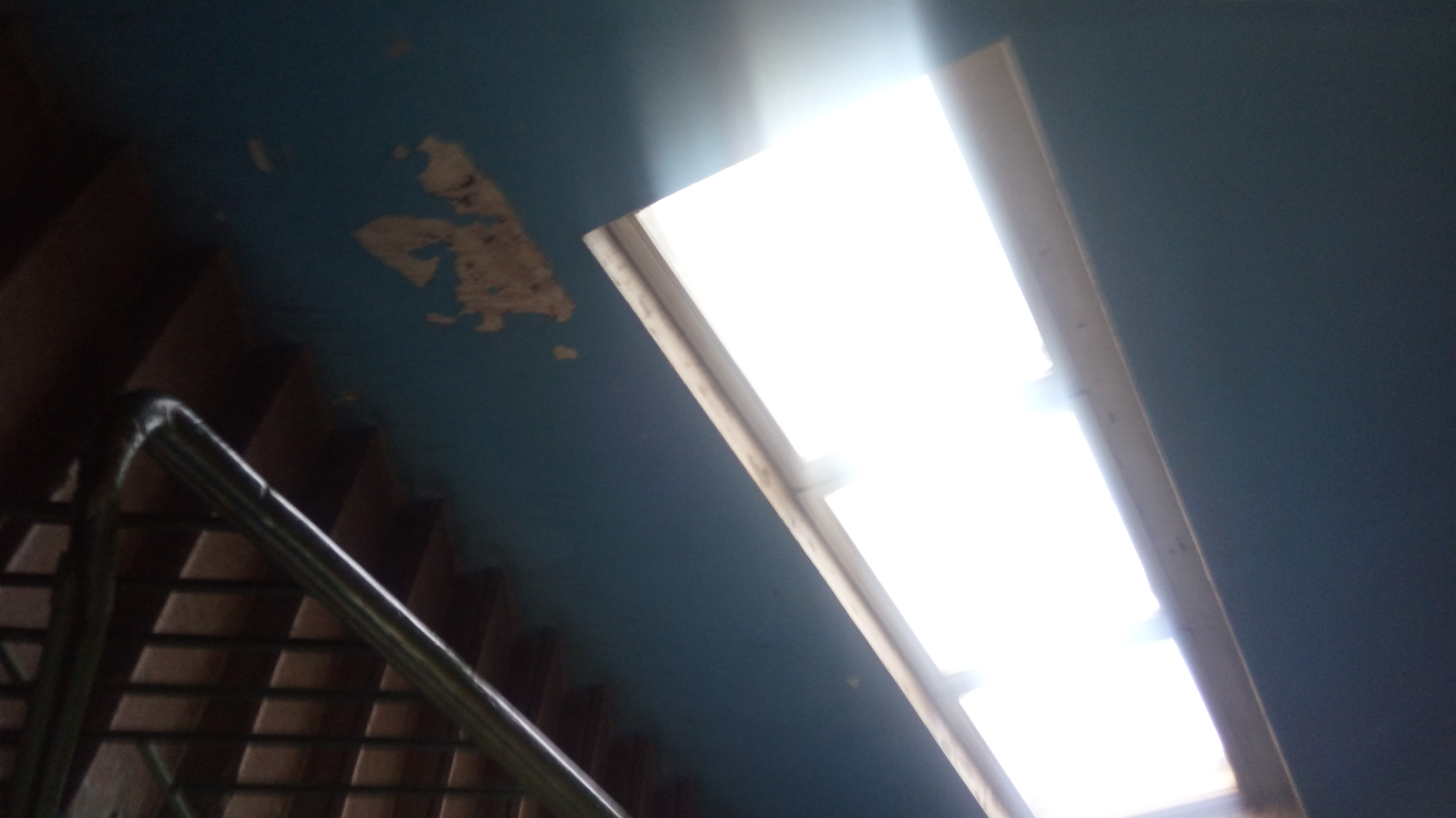
Лестничная площадка мастерских изнутри, 2017 год
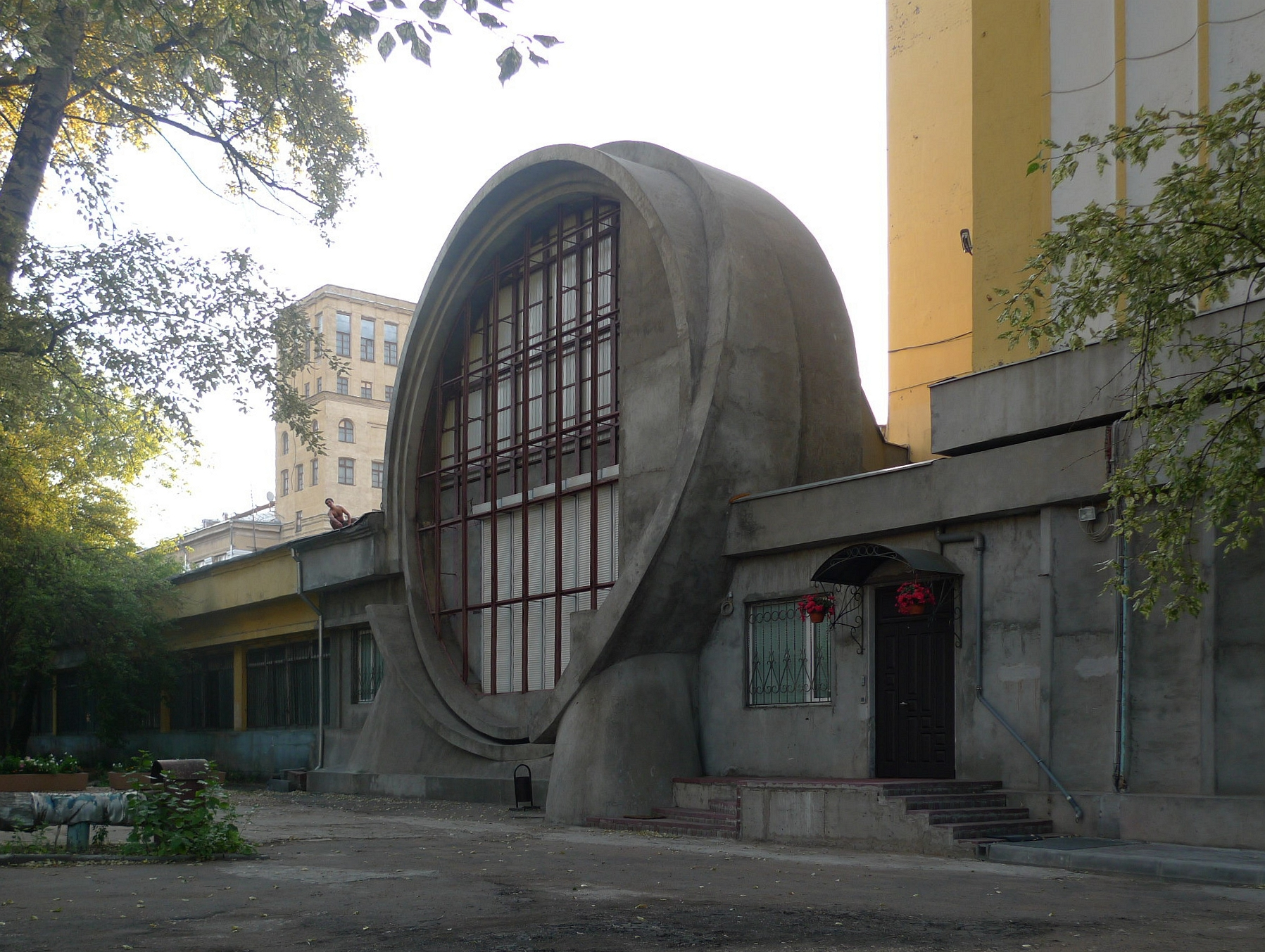
Основной фасад гаража в 2014 году